# Nettuno
Nettuno település Olaszországban. Rómától 50 km-re található, a tenger partján fekszik. 19. században híres volt a helyi asszonyok festői öltözködéséről.

## Híres emberek
- Itt hunyt el 1902-ben Goretti Szent Mária.